# جون جورج (سياسي أمريكي)
جون جورج (بالإنجليزية: John Georges)‏ هو شخصية أعمال وسياسي أمريكي، ولد في 16 أكتوبر 1960 في نيو أورلينز في الولايات المتحدة. حزبياً، نشط في الحزب الديمقراطي.